# Tortilla (zespół muzyczny)
Tortilla (Tortilla Flat) – polski zespół bluesowy założony w 1986 roku w Toruniu przez Maurycego Męczekalskiego.
Od początku swej działalności zespół występował pod nazwą Tortilla Flat. W 1991 roku grupa została laureatem festiwalu Rawa Blues'91. 
Wraz ze zmianą wokalisty w 2004 roku nazwa została skrócona i od tej pory zespół występuje jako Tortilla.
Grupa ma na koncie ponad 1000 koncertów w kraju i za granicą, w tym z takimi muzykami bluesowymi jak: Carley Bell, Big Joe Turner, Mick Taylor, Carlos Johnson, Charlie Musselwhite, Tony McPhee, Guitar Crusher czy Chicken Shack Stana Weba. 
Zespół Tortilla znalazł się wśród innych polskich wykonawców bluesowych na płycie CD dołączonej do encyklopedii  „Blues w Polsce” oraz na wydanej w 2008 roku „Antologii Polskiego bluesa”.

## Dyskografia
- „Blues Band” (Total, 1993), LP, MC
- „Full of Blues” (Back Bottle Records, 1998), CD
- „Po polsku” (Black Bottle Records/Koch International, 2001), CD, MC
- „Tortilla”, (MTJ, 2006), CD

## Skład zespołu
- Ewa Falkowska – wokal
- Maurycy Męczekalski – gitara
- Jacek Karpowicz – harmonijka, trąbka
- Tomek Przymorski – gitara basowa
- Sylwester Popławski – perkusja